# MDR : Mec de rue
Pour les articles homonymes, voir Futur (homonymie).
Albums de Mister You
Présumé coupable
(2010) Dans ma grotte
(2011)
MDR : Mec de rue est la sixième mixtape du rappeur français Mister You, sorti le 25 octobre 2010.

## Résumé
Cette mixtape a été numéro 9 du top album pendant 1 semaine. Ce disque a été produit et réalisé par Mister You et Bimbim.

## Réception

### Ventes
Lors de sa première semaine d'exploitation, la mixtape s'est vendue à 6 800 exemplaires.

## Liste des pistes
| 1.    | Intro                                                                  |  | 2:19 |
| 2.    | Les P'tits de chez moi (featuring Myma Mendhy)                         |  | 3:52 |
| 3.    | Mec de rue (featuring Wira, Lacrim et Rimkus)                          |  | 3:53 |
| 4.    | L'Itinéraire                                                           |  | 3:25 |
| 5.    | Briser les chaînes (featuring Brasco, Brams du 18, Still Fresh et Aka) |  | 4:35 |
| 6.    | Ça sort du zoogataga (featuring Tunisiano)                             |  | 3:37 |
| 7.    | Interlude (featuring Brulé)                                            |  | 2:28 |
| 8.    | Freestyle                                                              |  | 3:01 |
| 9.    | Man on Fire (featuring Lacrim, Seven et Sillex)                        |  | 3:52 |
| 10.   | Cabaret (featuring 16ar (du groupe L'Skadrille) et Cheb Tarik)         |  | 3:56 |
| 11.   | Commis d'office (featuring Rimkus)                                     |  | 3:24 |
| 12.   | En direct du zoo (featuring Zesau)                                     |  | 4:08 |
| 13.   | Outro                                                                  |  | 1:56 |
| 14.   | MDR                                                                    |  | 2:10 |
| 44:17 |                                                                        |  |      |

## Classements
| Pays                         | Meilleure position |
| ---------------------------- | ------------------ |
| Belgique (Flandre Ultratop)  | —                  |
| Belgique (Wallonie Ultratop) | —                  |
| France (SNEP)                | 9                  |
| Suisse (Schweizer Hitparade) | —                  |